# 2013 у кіно

## Події
- Січень
  - 13 січня: 70-та церемонія Золотий глобус
  - 16-27 січня: 29-й кінофестиваль Санденс
  - 26 січня: 24-та церемонія вручення нагород Американської гільдії продюсерів
  - 27 січня: 19-та церемонія вручення премії Гільдії кіноакторів США
- Лютий
  - 7-17 лютого: 63-й міжнародний Берлінський кінофестиваль
  - 10 лютого: 66-та церемонія вручення премії BAFTA
  - 17 лютого: 27-ма церемонія вручення премії Гойя
  - 22 лютого: 38-ма церемонія вручення премії Сезар
  - 23 лютого: 27-ма церемонія вручення премії «Незалежний дух»
  - 23 лютого: 33-тя Золота малина
  - 24 лютого: 85-та церемонія вручення премії Оскар
- Травень
  - 15-26 травня: 66-й міжнародний Каннський кінофестиваль
- Червень
  - 15-23 червня: 16-й Шанхайський міжнародний кінофестиваль
- Липень:
  - 15-20 липня: 4-й Одеський міжнародний кінофестиваль
- Серпень
  - 7-17 серпня: 66-й Міжнародний кінофестиваль у Локарно
  - 28 серпня - 7 вересня: 70-й Венеційський кінофестиваль
- Жовтень
  - 11-20 жовтня: 29-й Варшавський міжнародний кінофестиваль
  - 10-20 жовтня 22-й Кінофестиваль «Фільми Півдня» в Осло, Норвегія
  - 19-27 жовтня: 43-й Київський міжнародний кінофестиваль «Молодість»
- Грудень
  - 7 грудня: 26-та церемонія вручення премії «Європейський кіноприз»

## Нагороди

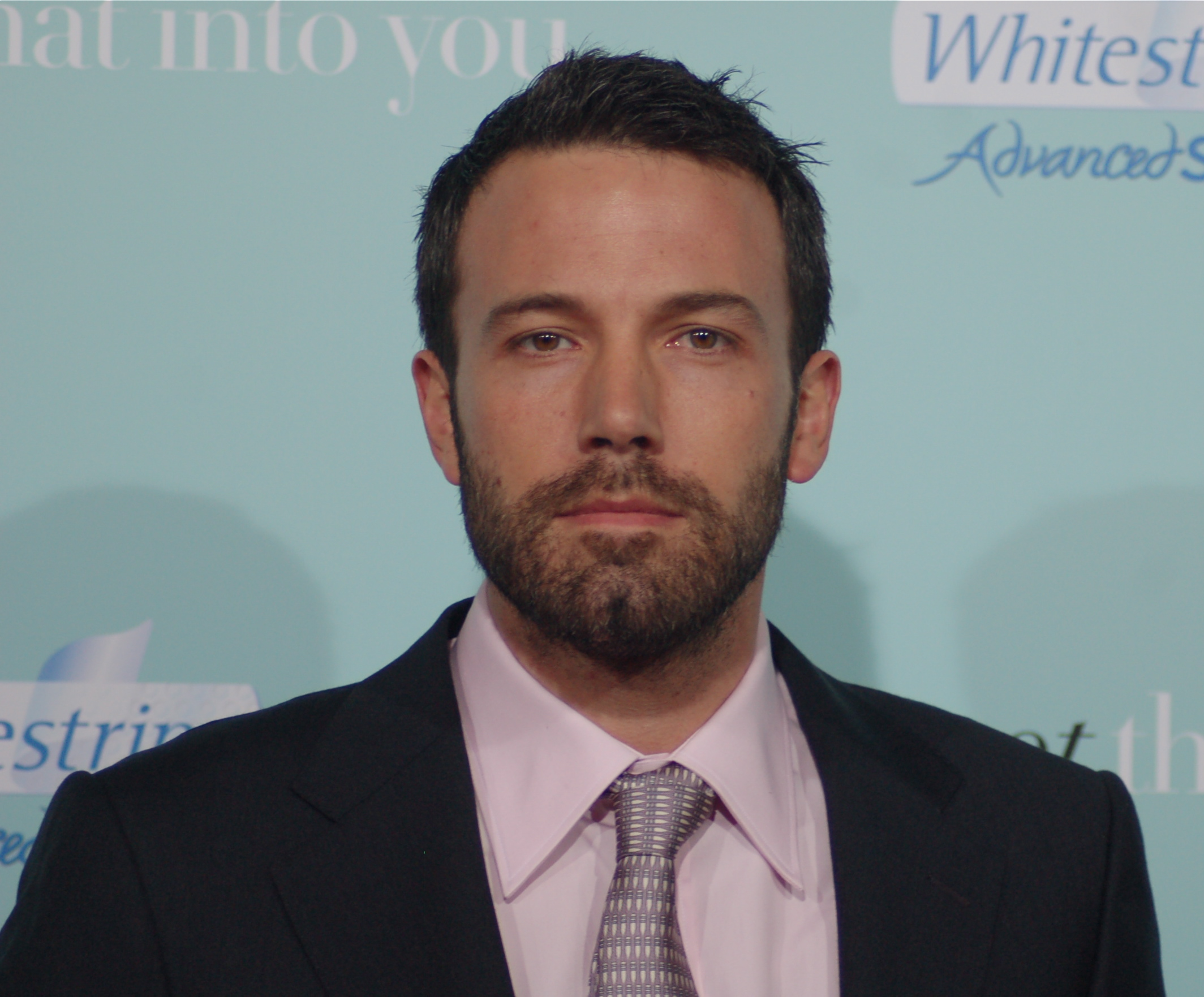
Бен Аффлек, режисер оскароносного фільму Арго

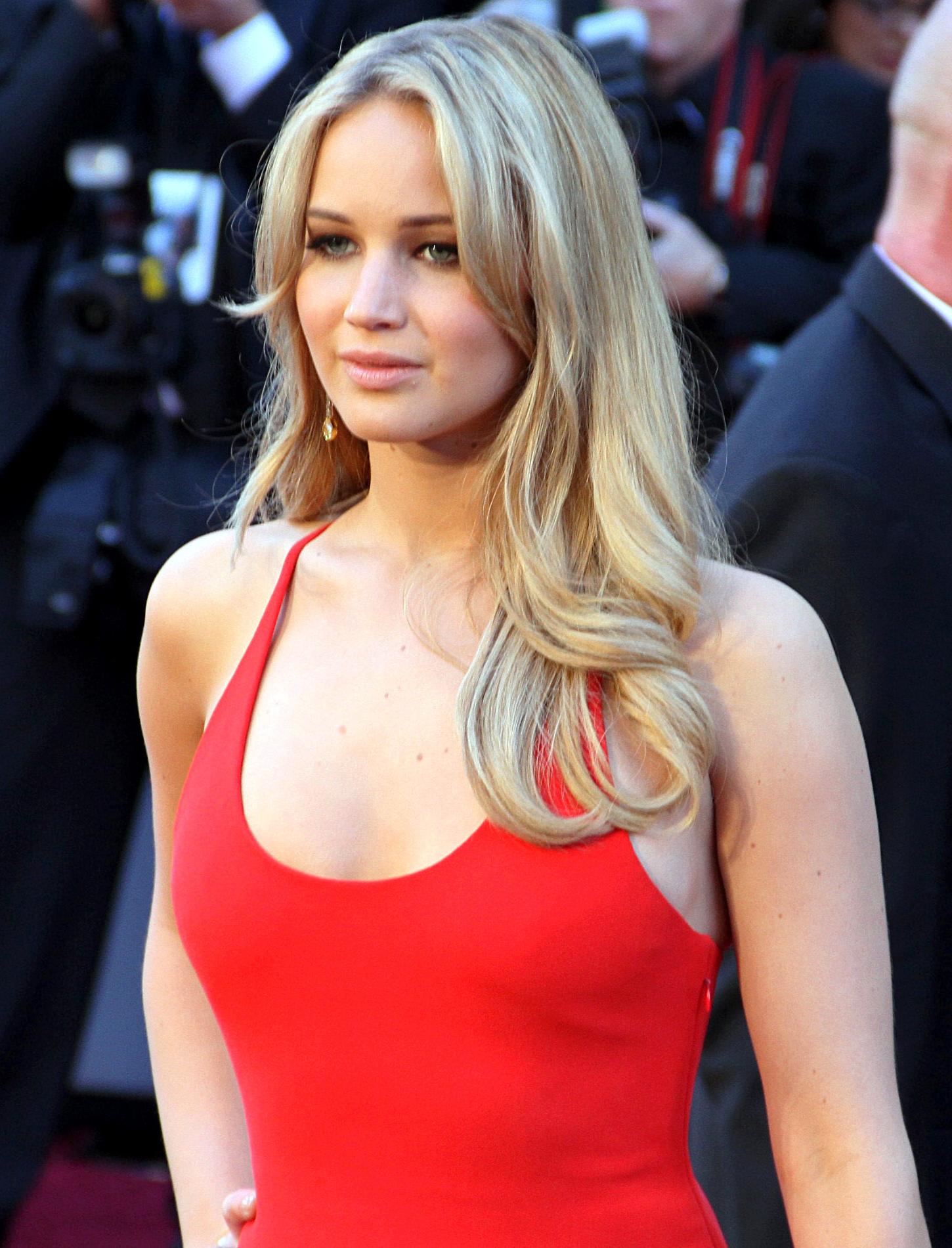
Дженніфер Лоуренс, володарка Золотого Глобуса і Оскара за головну роль у фільмі Збірка промінців надії

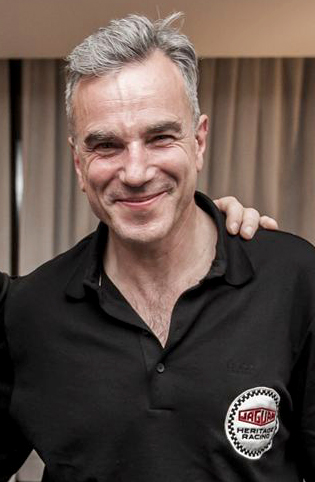
Деніел Дей-Льюїс, володар Золотого Глобуса, премії BAFTA і Оскара за головну роль у фільмі Лінкольн

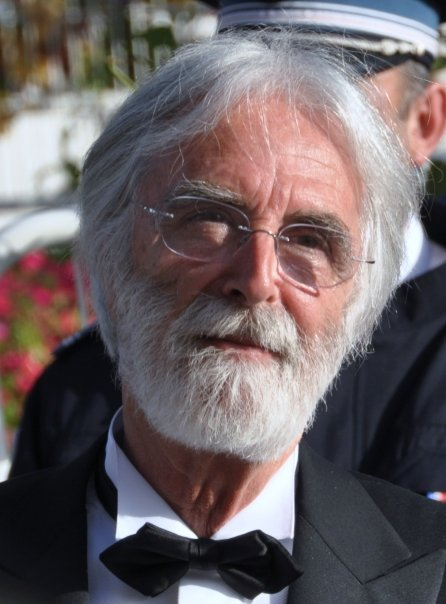
Міхаель Ганеке, режисер фільму Любов

### Золотий глобус
70-та церемонія вручення премії Голлівудської асоціації іноземної преси відбулася 13 січня в Беверлі-Хіллз, Каліфорнія.
- Найкращий фільм (драма): Арго
- Найкращий фільм (комедія або мюзикл): Знедолені
- Найкращий режисер: Бен Аффлек (Арго)
- Найкраща акторка (драма): Джессіка Честейн (Ціль номер один)
- Найкращий актор (драма): Деніел Дей-Льюїс (Лінкольн)
- Найкраща акторка (комедія чи мюзикл): Дженніфер Лоуренс (Збірка промінців надії)
- Найкраща актор (комедія чи мюзикл): Х'ю Джекмен (Знедолені)
- Найкращий анімаційний фільм: Відважна
- Найкращий фільм іноземною мовою: Любов (Австрія)

### BAFTA
66-та церемонія вручення премії Британської академії телебачення та кіномистецтва відбулась 10 лютого в Лондоні.
- Найкращий фільм: Арго
- Найкращий британський фільм: 007: Координати «Скайфолл»
- Найкращий режисер: Бен Аффлек (Арго)
- Найкраща акторка: Еммануель Ріва (Любов)
- Найкращий актор: Деніел Дей-Льюїс (Лінкольн)
- Найкраща акторка другого плану: Енн Гетевей (Знедолені)
- Найкращий актор другого плану: Крістоф Вальц (Джанґо вільний)
- Найкращий анімаційний фільм: Відважна
- Найкращий фільм іноземною мовою: Любов (Австрія)

### Берлінале
63-й Берлінський міжнародний кінофестиваль проходив з 7 по 17 лютого в Берліні. Головою журі був гонконгський кінорежисер Вонг Карвай.
- Найкращий фільм: Поза дитини — режисер: Келін Петер Нецер.
- Найкращий режисер: Девід Гордон Грін (Повелитель лавин)
- Найкраща акторка: Пауліна Гарсіа (Глорія)
- Найкращий актор: Назіф Мужич (Епізод із життя збирача заліза)

### Сезар
38-ма церемонія вручення премії Французької академії кінематографічних мистецтв і техніки відбулася 22 лютого в Парижі.
- Найкращий фільм: Любов
- Найкращий режисер: Міхаель Ганеке (Любов)
- Найкращий актор: Жан-Луї Трентіньян (Любов)
- Найкраща акторка: Еммануель Ріва (Любов)

### Оскар
85-та церемонія вручення премії Американської академії кіномистецтва відбулася 24 лютого в Лос-Анджелесі. 
- Найкращий фільм: Арго
- Найкращий режисер: Енг Лі (Життя Пі)
- Найкращий актор: Деніел Дей-Льюїс (Лінкольн)
- Найкраща акторка: Дженніфер Лоуренс (Збірка промінців надії)
- Найкращий актор другого плану: Крістоф Вальц (Джанґо вільний)
- Найкраща акторка другого плану: Енн Гетевей (Знедолені)
- Найкращий анімаційний повнометражний фільм: Відважна
- Найкращий фільм іноземною мовою: Любов (Австрія)

### Канни
66-й Каннський міжнародний кінофестиваль проходив 15-26 травня в Каннах. Головою журі був американський режисер Стівен Спілберг.
- Золота пальмова гілка: Життя Адель
- Найкращий режисер: Амат Ескаланте (Heli)
- Найкраща акторка: Береніс Бежо (Le Passé)
- Найкращий актор: Брюс Дерн (Nebraska)

### Європейський кіноприз
26 церемонія вручення нагород Європейської кіноакадемії відбулася 7 грудня 2013 року у Берліні.
- Найкращий європейський фільм: Велика краса
- Найкращий режисер: Паоло Соррентіно (Велика краса)
- Найкраща акторка: Веерле Баатенс (Розірване коло)
- Найкращий актор: Тоні Сервілло (Велика краса)

## Топ 10 Найкасовіших фільмів року
| Місце | Назва                  | Студія                                          | Світові касові збори, $ |
| ----- | ---------------------- | ----------------------------------------------- | ----------------------- |
| 1     | Залізна людина 3       | Marvel Studios / Walt Disney Pictures           | 1 215 439 994           |
| 2     | Нікчемний Я 2          | Illumination Entertainment / Universal Pictures | 918 835 345             |
| 3     | Голодні ігри: У вогні  | Lionsgate                                       | 802 327 026             |
| 4     | Форсаж 6               | Universal Pictures                              | 788 679 850             |
| 5     | Університет монстрів   | Walt Disney Pictures / Pixar                    | 743 559 607             |
| 6     | Людина зі сталі        | Warner Bros. / Legendary Pictures               | 662 845 518             |
| 7     | Гравітація             | Warner Bros.                                    | 653 287 000             |
| 8     | Хоббіт: Пустка Смога   | Warner Bros. / MGM / New Line                   | 637 179 000             |
| 9     | Тор 2: Царство темряви | Marvel Studios / Walt Disney Pictures           | 629 856 752             |
| 10    | Сімейка Крудсів        | DreamWorks Animation / 20th Century Fox         | 587 204 668             |

## Фільми
У 2013 році у тривимірному форматі плануються перевидати такі касові блокбастери як Найкращий стрілець (1986), Русалонька (1989), Парк Юрського періоду (1993), Зоряні війни. Епізод II. Атака клонів (2002) та Зоряні війни. Епізод III. Помста ситхів (2005).
Нижче наведені таблиці фільмів відсортованих відносно дати виходу в прокат в Україні.

### Січень - Березень
| Прем’єра        | Прем’єра | Назва                                    | Країна          | Творці й Актори | Жанр                            |
| --------------- | -------- | ---------------------------------------- | --------------- | --- | ------------------------------- |
| С І Ч Е Н Ь     | 1        | Анна Кареніна                            | Велика Британія | Джо Райт (режисер); Кіра Найтлі, Джуд Лоу, Аарон Тейлор-Джонсон, Келлі Макдональд                                                                            | Драма                           |
| С І Ч Е Н Ь     | 1        | Життя Пі 3D                              | США             | Енг Лі (режисер); Табу, Іррфан Хан, Жерар Депардьє, Тобі Магуайр                                                                                             | Пригоди                         |
| С І Ч Е Н Ь     | 1        | Снігова королева 3D                      | Росія           | Максим Свешніков (режисер); Іван Охлобистін, Юрій Стоянов, Нюша, Дмитро Нагієв                                                                               | Мультфільм, Пригоди             |
| С І Ч Е Н Ь     | 3        | Вишенька на новорічному торті            | Франція         | Лаура Моранте (режисер, головна роль), Паскаль Елбе, Ізабелль Карре, Самір Гесмі                                                                             | Комедія, Романтика              |
| С І Ч Е Н Ь     | 10       | Дублер                                   | Росія           | Євгеній Абізов (режисер); Олександр Ревва, Христина Асмус, Дмитро Хрустальов, Людмила Артемєва, Тетяна Орлова                                                | Комедія                         |
| С І Ч Е Н Ь     | 10       | Джек Річер                               | США             | Крістофер МакКуоррі (режисер), Том Круз (співпродюсер, актор), Розамунд Пайк, Роберт Дюваль, Вернер Герцог, Річард Дженкінс                                  | Трилер                          |
| С І Ч Е Н Ь     | 10       | Агент під прикриттям                     | США             | Том Вон (режисер); Майлі Сайрус, Джеремі Півен, Майк О'Меллі, Джошуа Боуман, Келлі Осборн                                                                    | Комедія, Бойовик                |
| С І Ч Е Н Ь     | 17       | Movie 43                                 | США             | Бретт Ретнер (режисер); Х'ю Джекмен, Геллі Беррі, Емма Стоун, Хлоя Морец, Джерард Батлер, Елізабет Бенкс, Крістен Белл, Наомі Воттс                          | Комедія                         |
| С І Ч Е Н Ь     | 17       | Джанґо вільний                           | США             | Квентін Тарантіно (режисер, сценарист); Джеймі Фокс, Леонардо ДіКапріо, Крістоф Вальц, Керрі Вашингтон, Семюел Л. Джексон                                    | Вестерн                         |
| С І Ч Е Н Ь     | 17       | Мама                                     | Канада          | Андрес Мускетті (режисер); Джессіка Честейн, Миколай Костер-Вальдау, Меган Чарпентье                                                                         | Жахи                            |
| С І Ч Е Н Ь     | 17       | Чорний дрізд                             | США             | Штефан Руцовіцкі (режисер); Ерік Бана, Олівія Вайлд, Чарлі Ханнем, Кейт Мара                                                                                 | Детектив, Драма                 |
| С І Ч Е Н Ь     | 24       | Квиток на Vegas                          | Росія           | Гор Кіракосян, Тоні Адлер (режисери); Іван Стебунов, Інгрід Олерінська, Михайло Галустян, Володимир Ягловський, Денні Трехо                                  | Комедія                         |
| С І Ч Е Н Ь     | 24       | Мисливці на гангстерів                   | США             | Рубен Флейшер (режисер); Джош Бролін, Раян Гослінг, Шон Пенн, Нік Нолті, Емма Стоун                                                                          | Детектив                        |
| С І Ч Е Н Ь     | 24       | Сім психопатів                           | Велика Британія | Мартін Макдонах (режисер, сценарист); Колін Фаррелл, Сем Роквелл, Вуді Харрельсон, Крістофер Вокен, Том Вейтс, Еббі Корніш, Ольга Куриленко                  | Чорна комедія                   |
| С І Ч Е Н Ь     | 24       | Паркер                                   | США             | Тейлор Хэкфорд (режисер); Джейсон Стейтем, Дженніфер Лопес                                                                                                   | Детектив, Трилер                |
| С І Ч Е Н Ь     | 31       | Мисливці за відьмами 3D                  | США             | Томмі Віркола (режисер); Джеремі Реннер, Джемма Артертон, Фамке Янссен, Пітер Стормаре                                                                       | Бойовик, Пригоди, Комедія, Жахи |
| С І Ч Е Н Ь     | 31       | Обладунки Бога 3: Місія Зодіак           | /               | Джекі Чан (режисер, сценарист, головна роль), Квон Сан У, Лаура Вейссбеккер                                                                                  | Бойовик                         |
| С І Ч Е Н Ь     | 31       | Тепло наших тіл                          | США             | Джонатан Лівайн (режисер); Тереза Палмер, Ніколас Голт, Джон Малкович                                                                                        | Комедія, Жахи, Мелодрама        |
| Л Ю Т И Й       | 7        | Техаська різанина бензопилою 3D          | США             | Джон Льюсенхоп (режисер); Олександра Даддаріо, Trey Songz, Таня Реймонд, Том Беррі                                                                           | Трилер, Жахи                    |
| Л Ю Т И Й       | 7        | Великі сподівання                        | Велика Британія | Майк Ньюелл (режисер); Джеремі Ірвін, Гелена Бонем Картер, Голлідей Грейнджер, Ральф Файнс, Робі Колтрейн                                                    | Драма                           |
| Л Ю Т И Й       | 7        | Знедолені                                | Велика Британія | Том Гупер (режисер); Х'ю Джекмен, Рассел Кроу, Енн Гетевей, Аманда Сейфрід, Гелена Бонем Картер, Саша Барон Коен                                             | Мюзикл, Драма                   |
| Л Ю Т И Й       | 7        | Звичайна справа                          | Україна         | Валентин Васянович (режисер); Тарас Денисенко, Віталій Лінецький                                                                                             | Трагікомедія                    |
| Л Ю Т И Й       | 7        | Гладіатори Риму 3D                       | Італія          | Іджініо Страффі (режисер, продюсер); Лука Арджентеро, Лаура К'ятті, Белен Родрігез                                                                           | Мультфільм, Пригоди, Комедія    |
| Л Ю Т И Й       | 7        | Нестримний                               | США             | Волтер Гілл (режисер, продюсер); Сільвестер Сталлоне, Санг Кенг, Сара Шахі, Адеуейл Акіннуйє-Агбайє, Крістіан Слейтер, Джейсон Момоа                         | Бойовик                         |
| Л Ю Т И Й       | 14       | Калейдоскоп кохання                      | /               | Фернандо Мереліш (режисер); Ентоні Гопкінс, Джуд Лоу, Рейчел Вайс, Бен Фостер, Eminem                                                                        | Драма                           |
| Л Ю Т И Й       | 14       | Неможливе                                | Іспанія         | Хуан Антоніо Байона (режисер); Серхіо Санчес, Наомі Воттс, Юен Мак-Грегор                                                                                    | Фільм-катастрофа, Драма         |
| Л Ю Т И Й       | 14       | Тиха гавань                              | США             | Лассе Халлстрем (режисер); Джуліанн Гаф, Джош Демел, Девід Лайонс, Кобі Смолдерс                                                                             | Романтика, Трилер               |
| Л Ю Т И Й       | 14       | Міцний горішок: Гарний день, аби померти | США             | Джон Мур (режисер); Брюс Вілліс, Джей Кортні, Себастьян Кох, Юлія Снігір, Мері Елізабет Вінстед                                                              | Бойовик                         |
| Л Ю Т И Й       | 21       | Стукач                                   | США             | Ріс Роман Воо (режисер); Двейн Джонсон, Баррі Пеппер, Джон Бернтал, Меліна Канакаредес                                                                       | Бойовик, Трилер                 |
| Л Ю Т И Й       | 21       | Повернення героя                         | США             | Кім Чжі Ун (режисер); Арнольд Шварценеггер, Форест Вітакер, Джонні Ноксвіл, Родріго Санторо                                                                  | Бойовик                         |
| Л Ю Т И Й       | 21       | Майстер                                  | США             | Пол Томас Андерсон (режисер); Хоакін Фенікс, Філіп Сеймур Хоффман, Емі Адамс                                                                                 | Драма                           |
| Л Ю Т И Й       | 21       | Метро                                    | Росія           | Антон Мегердичев (режисер); Сергій Пускепаліс, Анатолій Білий, Світлана Ходченкова                                                                           | Катастрофа, Драма, Трилер       |
| Л Ю Т И Й       | 21       | Прекрасні створіння                      | США             | Річард Лагравенезе (режисер, сценарист); Олден Еренріч, Віола Девіс, Джеремі Айронс, Еммі Россум, Емма Томпсон                                               | Мелодрама                       |
| Л Ю Т И Й       | 21       | Хічкок                                   | США             | Саша Джервасі (режисер); Ентоні Гопкінс, Гелен Міррен, Скарлетт Йоганссон, Тоні Коллетт, Джессіка Біл                                                        | Біографічний, Драма             |
| Л Ю Т И Й       | 28       | Кохання по дорослому                     | США             | Джадд Апатоу (режисер); Пол Радд, Леслі Манн, Джон Літгоу, Меган Фокс, Альберт Брукс                                                                         | Комедія                         |
| Л Ю Т И Й       | 28       | Інше життя жінки                         | Франція         | Сільві Тестю (режисер); Жульєт Бінош, Матьє Кассовітц, Джон Літгоу, Меган Фокс, Альберт Брукс                                                                | Драма                           |
| Л Ю Т И Й       | 28       | Втеча з планети Земля 3D                 | /               | Ролі овучували: Джессіка Альба, Сара Джессіка Паркер, Вільям Шетнер, Брендан Фрейзер                                                                         | Мультфільм, Сімейний            |
| Б Е Р Е З Е Н Ь | 4        | Delirium                                 | Україна         | Ігор Подольчак (режисер); Володимир Хим'як, Леся Войневич, Петро Рибка                                                                                       | Психоделічна драма              |
| Б Е Р Е З Е Н Ь | 7        | Гамбіт                                   | США             | Майкл Хоффман (режисер); Колін Ферт, Камерон Діас, Алан Рікман, Стенлі Туччі                                                                                 | Комедія                         |
| Б Е Р Е З Е Н Ь | 7        | Реальні хлопці                           | США             | Фішер Стівенс (режисер); Аль Пачіно, Крістофер Вокен, Алан Аркін, Кетрін Винник                                                                              | Детектив, Комедія               |
| Б Е Р Е З Е Н Ь | 7        | Оз: великий та могутній 3D               | США             | Сем Реймі (режисер); Джеймс Франко, Міла Куніс, Рейчел Вайс, Мішель Вільямс, Зак Брафф, Білл Коббс                                                           | Фентезі, Пригоди                |
| Б Е Р Е З Е Н Ь | 7        | Даю рік                                  | Велика Британія | Ден Мазер (режисер); Анна Фаріс, Роуз Бірн, Саймон Бейкер, Джейсон Флемінг, Стівен Мерчант                                                                   | Комедія, Романтика              |
| Б Е Р Е З Е Н Ь | 14       | Побічний ефект                           | США             | Стівен Содерберг (режисер); Джуд Лоу, Руні Мара, Кетрін Зета-Джонс, Ченнінг Татум                                                                            | Трилер                          |
| Б Е Р Е З Е Н Ь | 14       | Визнання                                 | США             | Пол Вайц (режисер); Пол Радд, Тіна Фей, Майкл Шин, Лілі Томлін, Воллес Шон                                                                                   | Комедія, Романтика              |
| Б Е Р Е З Е Н Ь | 21       | Джек - вбивця велетнів                   | США             | Браян Сінгер (режисер); Ніколас Голт, Елінор Томлінсон, Стенлі Туччі, Іян Макшейн, Білл Наї, Юен Мак-Грегор                                                  | Фентезі, Пригоди                |
| Б Е Р Е З Е Н Ь | 21       | Відв'язні канікули                       | США             | Гармоні Корайн (режисер, сценарист); Селена Гомес, Ванесса Гадженс, Ешлі Бенсон, Джеймс Франко                                                               | Комедія                         |
| Б Е Р Е З Е Н Ь | 21       | Піймай шахрайку, якщо зможеш             | США             | Сет Гордон (режисер); Джейсон Бейтман, Меліса Маккарті, Джон Фавро                                                                                           | Комедія                         |
| Б Е Р Е З Е Н Ь | 21       | Сімейка Крудсів 3D                       | США             | Кріс Сандерс (режисер); Ніколас Кейдж, Раян Рейнольдс, Кетрін Кінер, Емма Стоун, Кларк Дьюк, Клоріс Лічман                                                   | Мультфільм, Комедія, Пригоди    |
| Б Е Р Е З Е Н Ь | 28       | G.I. Joe: Атака Кобри 2                  | США             | Йон Чу (режисер); Брюс Вілліс, Двейн Джонсон, D.J. Cotrona, Лі Бен Хон, Едріанн Палікі, Ченнінг Татум                                                        | Бойовик, Трилер                 |
| Б Е Р Е З Е Н Ь | 28       | Гостя                                    | США             | Ендрю Ніккол (режисер, сценарист); Стефені Маєр (роман); Сірша Ронан, Джейк Абель, Макс Айронс, Чандлер Кентербері, Френсіс Фішер, Діане Крюгер, Вільям Херт | Трилер, Фантастика              |

## Пішли з життя

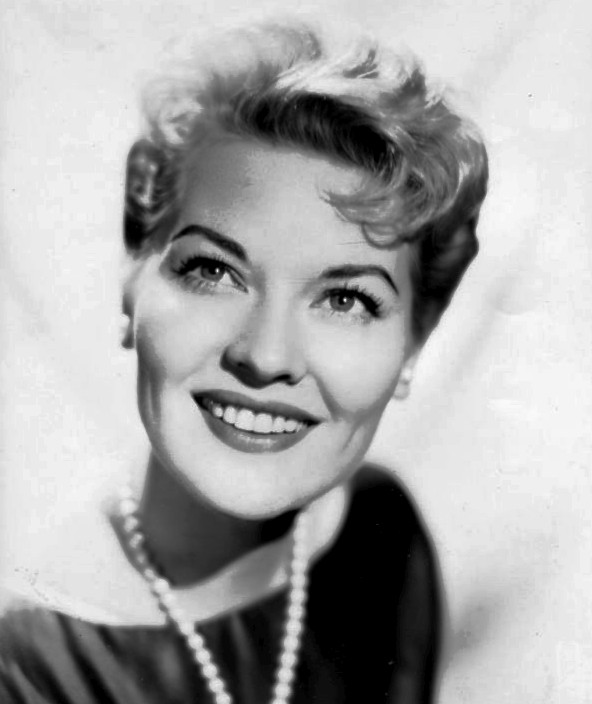
Патті Пейдж (1927—2013)

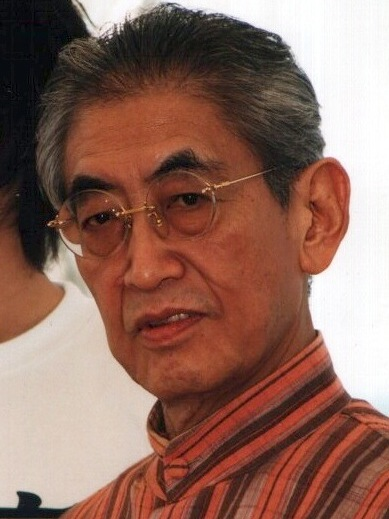
Наґіса Ошіма (1932—2013)

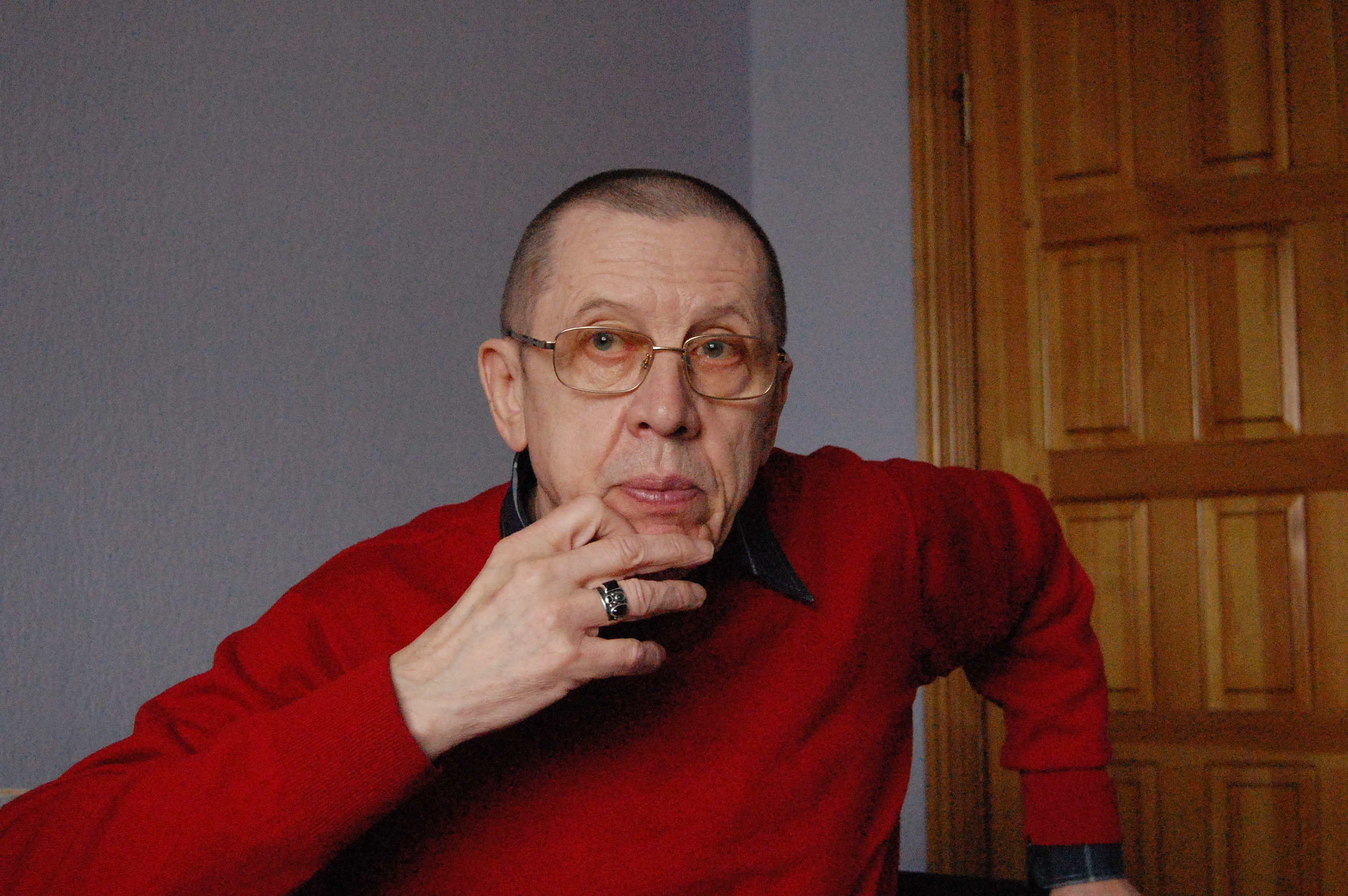
Валерій Золотухін (1941—2013)

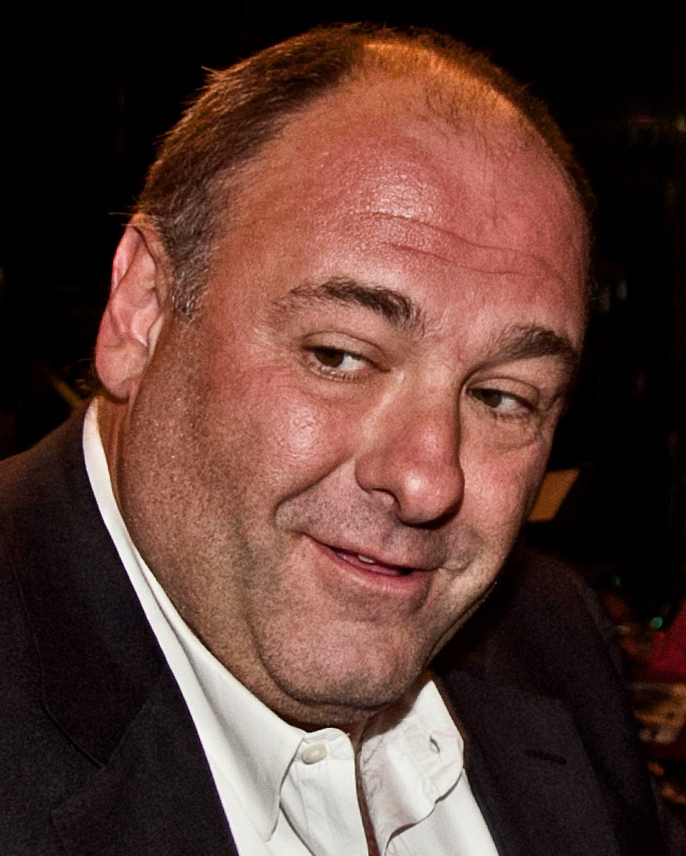
Джеймс Гандольфіні (1961—2013)

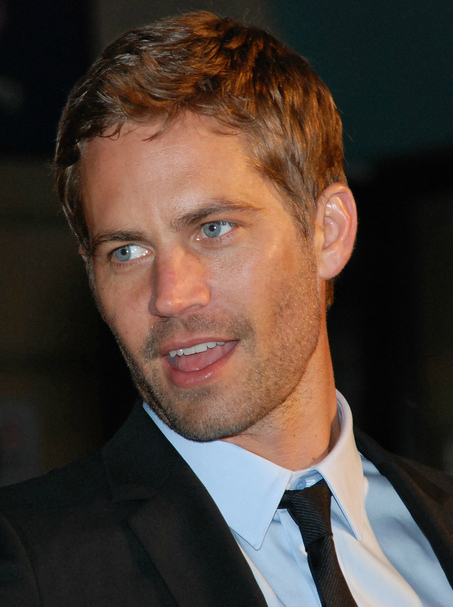
Пол Вокер (1973—2013)

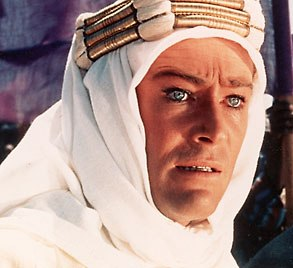
Пітер О'Тул (1932—2013)

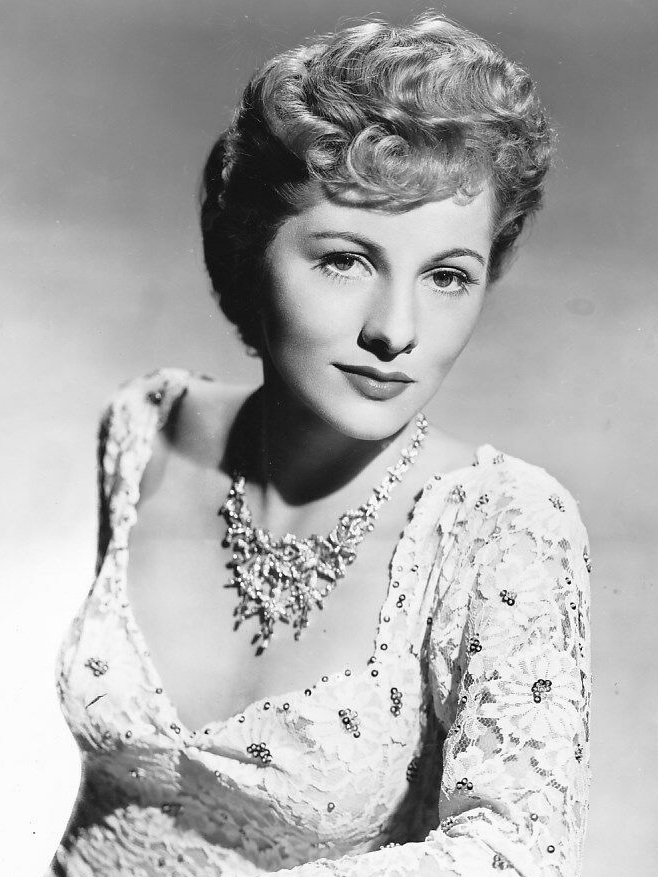
Джоан Фонтейн (1917—2013)

### Січень
- 1 січня: Патті Пейдж, американська співачка, акторка.
- 2 січня: Загаріра Гаріфаї[en], ізраїльська акторка.
- 3 січня: Серджиу Ніколаеску, румунський кінорежисер, актор.
- 4 січня: Ангеліна Варганова, російська акторка.
- 4 січня: Тоні Ліп, американський актор.
- 7 січня: Девід Р. Елліс, американський режисер і каскадер.
- 7 січня: Їжина Їраскова, чеська акторка.
- 9 січня: Валерій Бессараб, український актор.
- 11 січня: Маріанджела Мелато, італійська акторка.
- 12 січня: Анна Лізаран, каталонська акторка.
- 13 січня: Біллі Браун[en], австралійський актор.
- 14 січня: Конрад Бейн, американський актор.
- 15 січня: Наґіса Ошіма, японський кінорежисер і сценарист.
- 16 січня: Перет Прадю[en], французька акторка.
- 17 січня: Фернандо Гіллен[en], іспанський актор.
- 19 січня: Олександр Косарев, російський режисер.
- 21 січня: Майкл Віннер, британський кінорежисер.
- 22 січня: Люцина Вінницька, польська акторка, журналістка і публіцистка.
- 27 січня: Галина Осташевська, українська акторка.
- 29 січня: Бернард Хорсфолл[en], британський актор.

### Лютий
- 2 лютого: Балон Володимир Якович, радянський і російський актор.
- 3 лютого: Пітер Гілмор[en], британський актор.
- 5 лютого: Стюарт Фріборн, британський гример.
- 15 лютого: Тодор Колев, болгарський актор.
- 17 лютого: Річард Брірс[en], англійський актор.
- 19 лютого: Хоакін Кордеро[en], мексиканський актор.
- 21 лютого: Олексій Герман-старший, радянський і російський кінорежисер.
- 26 лютого: Сергачов Віктор Миколайович, російський актор.
- 27 лютого:
  - Дейл Робертсон[en], американський актор.
  - Марія Аскеріно[en], іспанська акторка.

### Березень
- 3 березня: Герц Франк, радянський, латвійський й ізраїльський кінодокументаліст.
- 7 березня:
  - Даміано Даміані, італійський режисер, сценарист, письменник.
  - Андрій Панін, російський актор.
- 15 березня: Гнеповська Неоніла Федорівна, українська радянська акторка театру та кіно.
- 26 березня: Микола Сорокін, радянський актор.
- 28 березня: Річард Гриффітс, британський актор.
- 30 березня: Валерій Золотухін, російський актор.

### Квітень
- 4 квітня: Роджер Еберт, американський кінокритик і сценарист.
- 6 квітня: Бігас Луна, іспанський кінорежисер і сценарист.
- 11 квітня: Джонатан Вінтерс, американський актор.
- 22 квітня: Смирнов-Голованов Віктор Вікторович, радянський, російський і український артист балету, балетмейстер, театральний та кінорежисер.

### Травень
- 2 травня: Мащенко Микола Павлович, український кінорежисер, сценарист, письменник, професор.
- 7 травня: Рей Гаррігаузен, американський кінопродюсер, сценарист, постановник спецефектів.
- 18 травня: Олексій Балабанов, російський кінорежисер, сценарист та актор.
- 24 травня: Петро Тодоровський, український і російський кінооператор, кінорежисер.

### Червень
- 6 червня: Естер Вільямс, американська плавчиня, акторка та сценаристка.
- 19 червня: Джеймс Гандольфіні, американський актор.
- 23 червня: Річард Метісон, американський письменник та сценарист.

### Липень
- 12 липня: Пран, індійський кіноактор.
- 20 липня: Яновський Олександр Лейбович, радянський і український кінооператор.
- 25 липня: Бернадетт Лафон, французька акторка.
- 28 липня: Ейлін Бреннан, американська акторка.

### Серпень
- 8 серпня: Карен Блек, американська акторка, сценарист та співачка.
- 10 серпня: Ейді Горме, американська співачка та кіноакторка.
- 14 серпня: Ліза Робін Келлі, американська акторка, комедіантка та кінопродюсер.
- 20 серпня: Елмор Леонард, американський письменник та сценарист.
- 23 серпня: Юсов Вадим Іванович, радянський, російський кінооператор та педагог (нар. 1929).
- 24 серпня: Джулі Гарріс, американська акторка.

### Вересень
- 9 вересня: Гринько Олександр Боніфатійович, український актор, співак (бас)(нар. 1919).
- 12 вересня:
  - Рей Долбі, американський інженер, розробник технології звуку Dolby.
  - Отто Зандер, німецький актор.
- 23 вересня: Чорнолих Владислав Володимирович, український кінорежисер
- 26 вересня: Саркісян Сос, радянський, вірменський актор театру і кіно, майстер художнього слова (читець), педагог, громадський діяч (нар. 1929).

### Жовтень
- 1 жовтня: Джуліано Джемма, італійський актор (нар. 1938).
- 5 жовтня: Карло Ліццані, італійський кінорежисер, сценарист і кінокритик.
- 7 жовтня:
  - Патріс Шеро, французький кінорежисер, актор.
  - Железняков Валентин Миколайович, радянський і російський кінооператор, актор, педагог.
- 12 жовтня: Марцевич Едуард Євгенович, радянський і російський актор театру і кіно.
- 13 жовтня: Ольга Аросєва, радянська і російська акторка.
- 23 жовтня: Митрушина Тетяна Георгіївна, радянська, українська і російська актриса.
- 24 жовтня: Маноло Ескобар, іспанський співак та актор.

### Листопад
- 13 листопада: Барбара Лоуренс, американська акторка, письменниця і модель.
- 22 листопада: Жорж Лотнер, французький кінорежисер, сценарист, продюсер.
- 30 листопада:
  - Юрій Яковлєв, російський актор.
  - Пол Вокер, американський актор.

### Грудень
- 3 грудня: Норберт Кухінке, німецький журналіст і актор.
- 7 грудня:
  - Едуар Молінаро, французький режисер, сценарист.
  - Алан Бріджес, британський телевізійний і кінорежисер, сценарист.
- 14 грудня: Пітер О'Тул, британський актор.
- 16 грудня: Джоан Фонтейн, англо-американська акторка.
- 29 грудня: Войцех Кіляр, польський кінокомпозитор.
- 31 грудня: Вертинська Лідія Володимирівна, радянська і російська актриса, художник.